# NGC 799
NGC 799 este o liner situată în constelația Balena. A fost descoperită în 1885 de către Lewis A. Swift.